# Valle Gran Rey
Valle Gran Rey é um município da Espanha na província de Santa Cruz de Tenerife, comunidade autónoma das Canárias. Tem 32,36 km² de área e em 2021 tinha 4 643 habitantes (densidade: 143,5 hab./km²).

## Demografia
| Variação demográfica do município entre 1991 e 2004 | Variação demográfica do município entre 1991 e 2004 | Variação demográfica do município entre 1991 e 2004 | Variação demográfica do município entre 1991 e 2004 |
| --------------------------------------------------- | --------------------------------------------------- | --------------------------------------------------- | --------------------------------------------------- |
| 1991                                                | 1996                                                | 2001                                                | 2004                                                |
| 3103                                                | 3631                                                | 4239                                                | 4745                                                |